# کریستینا کوسک
کریستینا کوسک (استونیایی: Kristina Kuusk؛ زادهٔ ۱۶ نوامبر ۱۹۸۵) شمشیرباز اهل استونی است.
وی در مسابقات بین‌المللی در مجموع برندهٔ ۳ مدال طلا، ۲ مدال نقره و ۲ مدال برنز شده‌است. 